# Giovany Morales Moreno
Giovany Morales (10 de marzo de 1992) es un futbolista peruano. Juega de centrocampista y su equipo actual es Deportivo Coopsol de la Liga 2 de Perú.

## Trayectoria
Inició su carrera desde la etapa en menores donde perteneció al club Esther Grande de Bentin, formó parte de la sub-17 y sub-20 de la selección peruana donde participaron en el campeonato Sudamericano y demostró su talento; esto sucedió en el año 2011. Su debut ocurrió en FBC Melgar de Arequipa en las posiciones volante de contencion y ofensivo durante 3 años, donde tuvo destacadas actuaciones y luego continuó su carrera en León de Huánuco. En los dos últimos años se mantuvo en el fútbol y en el 2015 formó parte del equipo San Simón; a finales del campeonato el club se declaró en quiebra por temas económicos. El último año volvió con fuerza y formó parte de Alianza Universidad, donde mostró su buen estado físico y profesional y jugó como marcador derecho, volante de primera línea y volante por fuera. Ascendió a la Primera División del Perú.

## Clubes
| Club                | País | Año               |
| ------------------- | ---- | ----------------- |
| FBC Melgar          | Perú | 2011 - 2013       |
| León de Huánuco     | Perú | 2014              |
| San Simón           | Perú | 2015              |
| Alianza Universidad | Perú | 2016              |
| Cultural Santa Rosa | Perú | 2017              |
| Alianza Universidad | Perú | 2018 - 2019       |
| Unión Huaral        | Perú | 2020              |
| Los Chankas         | Perú | 2021 - 2022       |
| Deportivo Coopsol   | Perú | 2023 - Actualidad |